# Xylophis
Xylophis är ett släkte av ormar som ingår i familjen Xenodermatidae.
Släktets medlemmar är med en längd upp till 75 cm små ormar. De förekommer i södra Indien och lever delvis underjordisk. Arterna lever i låglandet och i bergstrakter upp till 2000 meter över havet. De har mjuka fjäll och vistas i regnskogar. Födan utgörs av insekter utan hårt skal och av daggmaskar. Bettet är inte giftigt.
Arter enligt Catalogue of Life:
- Xylophis perroteti, förekommer i bergstrakten Västra Ghats i Indien
- Xylophis stenorhynchus, har samma utbredningsområde.

2007 blev ytterligare en art beskriven, Xylophis captaini. Den lever likaså i södra Indien.
IUCN listar Xylophis stenorhynchus med kunskapsbrist (DD) och de andra två som livskraftiga (LC).